# Program Fulbrighta
Program Fulbrighta – największy program wymiany naukowej i kulturowej między Stanami Zjednoczonymi a innymi krajami, przez wielu uznawany za jeden z najbardziej prestiżowych, z reputacją daleko wykraczającą poza środowisko akademickie. Jego głównym celem jest budowanie wzajemnego porozumienia między obywatelami Stanów Zjednoczonych a obywatelami innych krajów. W ramach Programu wybrani w drodze otwartego konkursu obywatele USA mogą otrzymać stypendium na rozwijanie swoich talentów za granicą – realizację studiów, badań naukowych lub zajęć dydaktycznych. Obywatele innych krajów mają możliwość realizowania podobnych działań w Stanach Zjednoczonych.
Program bierze swoją nazwę od senatora Jamesa Williama Fulbrighta, inicjatora funduszu utworzonego na potrzeby międzynarodowej wymiany studentów w dziedzinie edukacji, kultury i nauki.
Działający od 1946 r. program Fulbrighta obecny jest w ponad 160 krajach. Wśród grona ponad 390 tys. absolwentów można znaleźć 60 laureatów Nagrody Nobla, 86 laureatów Nagrody Pulitzera, 75 stypendystów Fundacji MacArthurów oraz 37 głów państw. Rocznie na całym świecie przyznawanych jest około 8 000 stypendiów. W Polsce Program funkcjonuje nieprzerwanie od 1959 r.

## Historia
We wrześniu 1945 r. senator James William Fulbright złożył w Kongresie Stanów Zjednoczonych projekt ustawy (Public Law 584, szerzej znanej jako Fulbright Act), w której proponował wykorzystanie funduszy powstałych ze sprzedaży nadwyżek zagranicznych dóbr rządowych na sfinansowanie międzynarodowej wymiany studentów w dziedzinie edukacji, kultury i nauki. Ustawa została przyjęta podczas obrad 79 Kongresu i podpisana przez prezydenta Harry’ego Trumana 1 sierpnia 1946 r.
Od początku istnienia Programu istotna była w nim koncepcja współpracy dwustronnej. Strona amerykańska zawarła dwustronne porozumienia z rządami krajów partnerskich w celu wspólnej i pełnej realizacji wymiany akademickiej. Dwustronność Programu stała się jego wyróżnikiem wśród programów wymiany naukowej. Z biegiem czasu, dla sprawnej realizacji programu, zaczęto zakładać komisje bilateralne odpowiedzialne za jego realizację w danym kraju.
Pierwszymi krajami, które dołączyły do Programu, były Chiny, Birma, Filipiny oraz Grecja. Pierwsi uczestnicy – 47 Amerykanów oraz 36 obywateli wyżej wymienionych krajów - wyjechali na stypendia jesienią 1948 r. W ciągu kolejnych dwunastu miesięcy umowy podpisały Nowa Zelandia, Wielka Brytania, Belgia z Luksemburgiem, Francja, Włochy, Holandia oraz Norwegia, a liczba stypendystów wzrosła do 823 po stronie amerykańskiej i 967 po stronie pozostałych krajów. W 1952 r. już 28 krajów uczestniczyło w wymianie, a liczba stypendystów przekroczyła 2000 rocznie.
Ostateczny kształt Programu określony został Ustawą o Wzajemnej Wymianie Naukowej i Kulturalnej z 1961 r., znanej także jako Fulbright-Hays Act. Skonsolidowała ona wszystkie poprzednie ustawy, uzupełniając je o nowe zapisy umożliwiające m.in. współfinansowanie Programu przez rządy innych krajów, a także powołujące niezależną instytucję nadzorującą działalność Programu na całym świecie tzw. J. William Fulbright Foreign Scholarship Board.
Polska była pierwszym krajem Europy Środkowo-Wschodniej, który dołączył do programu Fulbrighta. Początek działalności Programu w Polsce datuje się na rok 1959. Więcej o historii Programu w Polsce w artykule Komisja Fulbrighta.

## Oferta Programu
Oferta Programu Fulbrighta jest zróżnicowana, a dostępność stypendiów zależy od kraju goszczącego, etapu rozwoju kariery akademickiej, na którym znajduje się kandydat, a także celu wyjazdu (podjęcie studiów, realizacja projektu badawczego, dydaktycznego czy badawczo-dydaktycznego). Program działa w dwie strony: obywatele USA mogą otrzymać stypendium pozwalające na realizację projektu za granicą, a obywatele innych krajów – na wyjazd w podobnych celach do Stanów Zjednoczonych.
Poniżej przedstawiono ogólną klasyfikację dostępnych grantów, wraz z przykładowymi programami, a w artykule Komisja Fulbrighta znajduje się katalog stypendiów dostępnych w Polsce.

### Stypendia dla kandydatów przed doktoratem
Fulbright U.S. Student Researcher to oferta dla absolwentów amerykańskich uczelni, młodych specjalistów lub artystów, umożliwiająca wyjazd na studia lub w celu prowadzenia badań w jednym ze 140 krajów objętych Programem przez okres do 1 roku akademickiego.
Fulbright Foreign Student Program to analogiczna oferta dla absolwentów uczelni zagranicznych na podjęcie studiów II lub III stopnia lub badań naukowych w Stanach Zjednoczonych. Niektóre stypendia oferują możliwość przedłużenia finansowania na kolejny rok studiów.

### Stypendia dla kandydatów po doktoracie
Fulbright U.S. Scholar Program to szansa dla amerykańskich naukowców na wyjazd do jednego z krajów objętych programem w celach dydaktycznych i/lub badawczych na okres do 12 miesięcy.
Fulbright Specialist Program umożliwia amerykańskim naukowcom i specjalistom krótkoterminowy pobyt (2-6 tygodni) w instytucjach akademickich i naukowych, jak również placówkach oświatowych i kulturalnych za granicą. Celem pobytu jest dzielenie się swoim doświadczeniem naukowo-badawczym i budowanie partnerstw, z których korzystają obie strony - zarówno w wymiarze instytucjonalnym jak i społecznym.
Fulbright Visiting Scholar Program daje zagranicznym naukowcom możliwość wyjazdu do Stanów Zjednoczonych na okres do 1 roku akademickiego. Celem pobytu jest realizacja projektu badawczego i/lub dydaktycznego w jednej z amerykańskich instytucji akademickich lub naukowych.
Fulbright Scholar-In-Residence pozwala zagranicznym nauczycielom akademickim na prowadzenie działalności dydaktycznej przez okres do 1 roku akademickiego w amerykańskich instytucjach o niskim stopniu umiędzynarodowienia oraz uczelniach wspierających mniejszości naukowe.
Fulbright Distinguished Chair Awards to oferta około 40 nagród finansowych umożliwiających prowadzenie wykładów i/lub badań w okresie od 3 do 12 miesięcy. Nagrody te są uznawane za jedne z najbardziej prestiżowych w ramach Fulbright U.S. Scholar Program. Kandydaci powinni być wybitnymi amerykańskimi uczonymi i mieć znaczące osiągnięcia w zakresie publikacji i nauczania.

### Stypendia dydaktyczne
Fulbright English Teaching Assistant Program umożliwia amerykańskim absolwentom uczelni i młodym specjalistom wyjazd za granicę w charakterze asystentów nauczania języka angielskiego - od poziomu podstawowego po uniwersytecki.
Fulbright Foreign Language Teaching Assistant Program to program skierowany do nauczycieli języka angielskiego z różnych krajów. Program daje możliwość wyjazdu do Stanów Zjednoczonych i nauczania swojego ojczystego języka na miejscowych uczelniach i uniwersytetach. Jednocześnie, w trakcie pobytu w Stanach stypendyści mają możliwość rozwoju swoich umiejętności dydaktycznych i językowych.

### Fulbright–Hays Program
W ramach tego programu przyznawane są stypendia dla osób indywidualnych (nauczycieli wszystkich poziomów nauczania, pracowników administracyjnych oświaty, doktorantów i wykładowców), a także granty dla instytucji i organizacji w Stanach Zjednoczonych. Program wspiera badania i szkolenia za granicą, które dotyczą niezachodnich języków obcych i badań regionalnych.

## Administracja
Jednostką rządową odpowiedzialną za Program Fulbrighta w Stanach Zjednoczonych jest Biuro ds. Edukacji i Kultury Departamentu Stanu (ang. U.S. Department of State’s Bureau of Educational and Cultural Affairs, ECA).
Administracją programów stypendialnych po stronie amerykańskiej zajmują się organizacje non profit: Institute of International Education (IIE) oraz World Learning.
W krajach partnerskich Program może być administrowany przez Komisje Fulbrighta – organizacje powoływane na mocy dwustronnych umów rządowych. Komisje działają w 49 krajach. W Polsce Programem administruje Polsko-Amerykańska Komisja Fulbrighta – fundacja o statusie organizacji pożytku publicznego.
W pozostałych krajach Program jest administrowany przez Ambasady USA we współpracy z rządami państw przyjmujących oraz/lub agencjami (np. America Middle East Educational and Training Services (Amideast), która zajmuje się rekrutacją do Programu Fulbrighta w krajach Bliskiego Wschodu).

## Inne
Poza organizacjami zajmującymi się administracją Programu Fulbrighta, na całym świecie działają także stowarzyszenia absolwentów (alumnów) Programu, np. Fulbright Association. W Polsce działają np. Polskie Stowarzyszenie Absolwentów Fulbrighta oraz Stowarzyszenie Alumni (skupiające absolwentów różnych programów wymiany finansowanych przez rząd USA, w tym absolwentów Programu Fulbrighta).